# Yaroslavna, Reine de France
Pour plus de détails, voir Fiche technique et Distribution.
Yaroslavna, Reine de France (Ярославна, королева Франции) est un film historique polono-soviétique réalisé par Igor Maslennikov et sorti en 1979. Le film met en scène la figure historique d'Anna Yaroslavna ou Anne de Kiev (1024-1075).
Il s'agit d'une adaptation du roman éponyme d'Antonin Ladinski (ru) paru en 1961.

## Synopsis
L'action se déroule en 1048 en Rus' de Kiev et en Europe centrale. Les ambassadeurs du roi Henri Ier de France arrivent à Kiev pour demander au prince Yaroslav le Sage la main de sa fille cadette Anna.
Accompagnée des ambassadeurs, des soldats russes et français, Anna Yaroslavna, la future reine de France, se met en route.
Au cours de son périple, elle vit de nombreuses aventures liées aux Varègues, aux Polonais et aux Byzantins. Anna Yaroslavna est exposée à de nombreux dangers, mais elle atteint la France accompagnée d'un seul garde du corps, Zlat — les autres sont morts ou, comme les guerriers français, se sont échappés.

## Fiche technique
- Titre français : Yaroslavna, Reine de France[2]
- Titre original russe : Ярославна, королева Франции[3]
- Réalisateur : Igor Maslennikov
- Scénario : Vladimir Valoutski (ru), d'après le roman éponyme d'Antonin Ladinski (ru) paru en 1961[1]
- Photographie : Valeri Fedossov (ru)
- Musique : Vladimir Dachkevitch
- Textes des chansons : Yuli Kim
- Sociétés de production : Lenfilm, Pervoe tvorcheskoe obedinenie, Zespol filmowy kadr
- Pays de production :  Union soviétique -  Pologne
- Langues originales : russe
- Format : couleurs - 2,20:1 - 70 mm
- Durée : 92 minutes
- Genre : film historique
- Dates de sortie :
  - Union soviétique : mai 1979

## Distribution
- Elena Koreneva (ru) : Anne de Kiev / Yaroslavna
- Kirill Lavrov : Yaroslav le Sage
- Nikolaï Karatchentsov : Zlat
- Viktor Evgrafov (ru) : Daniel, moine-scribe
- Hanna Mikuć : Yanka
- Sergueï Martinson : Monseigneur Roger
- Armen Djigarkhanian : Théopempte
- Igor Dmitriev : Calcédoine
- Bożena Dykiel : la princesse polonaise Maria Dobroniega de Kiev, la tante d'Anna
- Wiesław Gołas : le prince polonais Casimir Ier le Restaurateur
- Vassili Livanov : Benedictus